# Kevin Martin (basquetebolista)
Kevin Dallas Martin Jr., conhecido simplesmente por Kevin Martin (Zanesville, 1 de fevereiro de 1983) é um ex-jogador de basquete profissional norte-americano que jogou 12 temporadas na NBA. Foi selecionado na primeira rodada do Draft da NBA de 2004 pelo Sacramento Kings como a 26ª escolha geral.

## Estatísticas na NBA

### Temporada regular
| Ano      | Equipe        | PJ  | PT  | MPJ  | FG%  | 3P%  | LL%  | RT  | AS  | BR  | TO | PPJ  |
| -------- | ------------- | --- | --- | ---- | ---- | ---- | ---- | --- | --- | --- | -- | ---- |
| 2004–05  | Sacramento    | 45  | 0   | 10.1 | .385 | .200 | .655 | 1.3 | .5  | .4  | .1 | 2.9  |
| 2005–06  | Sacramento    | 72  | 41  | 26.6 | .480 | .369 | .847 | 3.6 | 1.3 | .8  | .1 | 10.8 |
| 2006–07  | Sacramento    | 80  | 80  | 35.2 | .473 | .381 | .844 | 4.3 | 2.2 | 1.2 | .1 | 20.2 |
| 2007–08  | Sacramento    | 61  | 57  | 36.3 | .456 | .402 | .869 | 4.5 | 2.1 | 1.0 | .1 | 23.7 |
| 2008–09  | Sacramento    | 51  | 46  | 38.2 | .420 | .415 | .867 | 3.6 | 2.7 | 1.2 | .2 | 24.6 |
| 2009–10  | Sacramento    | 22  | 21  | 35.2 | .398 | .355 | .819 | 4.3 | 2.6 | 1.1 | .2 | 19.8 |
| 2009–10  | Houston       | 24  | 22  | 35.8 | .435 | .310 | .924 | 2.9 | 2.3 | 1.0 | .1 | 21.3 |
| 2010–11  | Houston       | 80  | 80  | 32.5 | .436 | .383 | .888 | 3.2 | 2.5 | 1.0 | .2 | 23.4 |
| 2011–12  | Houston       | 40  | 40  | 31.6 | .413 | .347 | .894 | 2.6 | 2.8 | .7  | .1 | 17.1 |
| 2012–13  | Oklahoma City | 77  | 0   | 27.7 | .450 | .426 | .890 | 2.3 | 1.4 | .9  | .1 | 14.0 |
| 2013–14  | Minnesota     | 68  | 68  | 32.0 | .430 | .387 | .891 | 3.0 | 1.8 | 1.0 | .1 | 19.1 |
| 2014–15  | Minnesota     | 39  | 36  | 33.4 | .427 | .393 | .881 | 3.6 | 2.3 | .8  | .0 | 20.0 |
| 2015–16  | Minnesota     | 39  | 12  | 21.4 | .377 | .369 | .880 | 2.1 | 1.2 | .4  | .0 | 10.6 |
| 2015–16  | San Antonio   | 16  | 1   | 16.3 | .353 | .333 | .933 | 1.8 | .8  | .6  | .1 | 6.2  |
| Carreira |               | 714 | 504 | 30.2 | .437 | .384 | .870 | 3.2 | 1.9 | .9  | .1 | 17.4 |

### Playoffs
| Ano      | Equipe        | PJ | PT | MPJ  | FG%  | 3P%  | LL%   | RT  | AS  | BR | TO | PPJ  |
| -------- | ------------- | -- | -- | ---- | ---- | ---- | ----- | --- | --- | -- | -- | ---- |
| 2006     | Sacramento    | 6  | 1  | 32.8 | .407 | .316 | 1.000 | 5.0 | .5  | .5 | .3 | 13.2 |
| 2013     | Oklahoma City | 11 | 0  | 29.4 | .380 | .370 | .907  | 3.1 | 1.3 | .6 | .3 | 14.0 |
| 2016     | San Antonio   | 5  | 0  | 9.8  | .400 | .500 | .667  | .8  | .6  | .2 | .0 | 4.4  |
| Carreira |               | 22 | 1  | 25.9 | .389 | .370 | .933  | 3.1 | .9  | .5 | .2 | 11.6 |